# سرفراز رسول
سرفراز رسول (انگلیسی: Sarfraz Rasool؛ زادهٔ ۱۰ ژوئیهٔ ۱۹۷۵) بازیکن فوتبال اهل پاکستان است.
از باشگاه‌هایی که در آن بازی کرده است می‌توان به باشگاه فوتبال پنجاب پاکستان اشاره کرد.
وی همچنین در تیم ملی فوتبال پاکستان بازی کرده است.